# کریم هاگی
کریم هاگی (عربی: كريم حقي؛ زادهٔ ۲۰ ژانویهٔ ۱۹۸۴) یک بازیکن فوتبال اهل آلمان است.
وی همچنین در تیم ملی فوتبال تونس بازی کرده‌است.